# F comme garçon
F comme garçon est un roman pour adolescents d'Isabelle Rossignol, publié en 2007. Il raconte l'histoire d'une jeune fille qui découvre son homosexualité.
Le livre fait partie de la collection « Médium » de L'École des loisirs, ce qui signifie qu'il est destiné aux jeunes de 12 à 16 ans.

## Contenu
Le livre est écrit à la première personne de narration du point de vue de la jeune héroïne, Zoé. Au début du roman, Zoé commence sa puberté, elle vient d'avoir ses premières règles.
Dans la première partie du roman, Zoé est amoureuse de sa cousine Nina. Par gentillesse et affection pour elle, Nina accepte les jeux érotiques que lui demande Zoé. Toutefois à cause de son éducation religieuse, Zoé culpabilise pour le péché de chair qu'elle commet. Finalement quand elle avoue son amour à Nina, celle-ci lui demande de ne plus la toucher.
La deuxième partie du livre est un pseudo roman épistolaire. Pseudo car si cette partie est composée de lettres que Zoé écrit en les destinant à Nina, elles n'envoie pas ces lettres mais les déchire. Zoé fait face au divorce de ses parents, et est particulièrement malheureuse, se sentant anormale. Mais par chance pour elle, elle trouve une confidente : Marilyne, compagne d'une amie de sa mère. Marilyne apprend à Zoé à assumer son identité homosexuelle, en particulier en lui faisant découvrir les livres des féministes.
La troisième partie se déroule pendant les vacances de Zoé. Zoé croit trouver l'amour quand elle rencontre Albertine, qui répond favorablement à ses avances. Mais Albertine voit les contacts sexuels entre filles comme un simple entraînement pour ses futures relations avec des garçons. Zoé quitte Albertine. Les derniers jours des vacances, elle retrouve Nina, et éprouve un peu de jalousie en apprenant qu'elle est sortie avec un garçon.
À la rentrée suivante, Zoé est séduite par un garçon, Sébastien. Mais finalement, quand il tente de l'embrasser, elle comprend que, si Sébastien est un ami très gentil, elle n'a aucun désir physique pour les garçons.

## Utilisation scolaire
La chaîne publique Télévision suisse romande décerne tous les ans un prix littéraire à un roman pour cette tranche d'âge, le Prix TSR Littérature ados. Pour cela, la chaîne invite plusieurs classes, qui défendent chacune un roman. F comme garçon faisait partie de la sélection de 2007.
Pour présenter le roman F comme garçon, les élèves ont mis en scène plusieurs passages-clés. À noter que le roman comprend des scènes de sexe, décrites très sommairement. Les élèves ont représenté une de ces scènes par une étreinte en ombre chinoise.